# Golden Dawn

Het Rozenkruis, gedragen door leden van de Golden Dawn bij magische handelingen

Pentakel van de aarde, volgens de Golden Dawn

De Hermetic Order of the Golden Dawn, of kortweg Golden Dawn ('Gouden Dageraad'), was een laat-19e-eeuwse en vroeg-20e-eeuwse magische orde, gewijd aan spirituele, filosofische en magische ontwikkeling. Hoewel de Orde haar grootste bloei kende in de jaren 1888 tot 1900, had zij nog veel invloed op het westers occultisme van de 20e eeuw. Onder haar leden bevonden zich bekende personen als William Butler Yeats, Aleister Crowley en Bram Stoker.

## Ontstaansgeschiedenis
De drie stichters van de Orde, William Robert Woodman, William Wynn Westcott en Samuel Liddell MacGregor Mathers waren allen vrijmetselaars en leden van het Rozekruisersgenootschap "Societas Rosicruciana in Anglia" (S.R.I.A.). Westcott, die ook nog eens lid van de Theosofische Vereniging (Theosophical Society) was, lijkt de initiator geweest te zijn voor de oprichting van de Golden Dawn. In tegenstelling tot de S.R.I.A. werden ook vrouwen tot de Orde toegelaten.
De Orde ontstond in de 19e eeuw, een periode waarin in bepaalde kringen grote belangstelling begon te ontstaan voor kabbala, tarot, astrologie, alchemie, magie, etc. In 1887 claimde Dr. William Wynn Wescott een manuscript in handen te hebben gekregen dat een aantal rituelen bevatte van een groep die zich de ‘Golden Dawn’ noemde. Wescott ontcijferde de manuscripten en richtte samen met twee andere vrijmetselaars (William Robert Woodman en Samuel Liddell MacGregor Mathers) de eerste tempel van de Hermetische Orde der Golden Dawn op. De eerste loge heette: "Isis-Urania". De Golden Dawn had succes; in 1899 waren er tussen de 200 en 300 leden.
Dit was het begin van een Magische school die van veel invloed is geweest op de huidige newagebeweging. Samen met de Theosofische Beweging van Helena Blavatsky, de Antroposofie van Rudolf Steiner waren de leringen van de Golden Dawn bepalend voor de esoterische stromingen van de 20e eeuw. Schijnbaar totaal verschillende tradities, zoals de chaosmagie en de wicca hebben hun wortels in de Golden Dawn.

## Geen religie
Hoewel religieuze en metafysische concepten bij vele activiteiten van de orde een grote rol spelen, is de Golden Dawn geen religie. De leden van de orde waren verplicht alle religies te eren, want alle bevatten ze stralen van het onuitsprekelijke licht, dat ieder mens zoekt.
Hoewel de graden van de Golden Dawn een toenemend christelijk karakter hebben, zijn in de symboliek, in de rituelen en in de leerstellingen ook de joodse religie, de islam en de Griekse en Egyptische mysteriën geïntegreerd.

## Bekende leden
Vreemd genoeg heeft de Golden Dawn school binnen Nederland nooit een solide voet aan de grond gekregen. Wel hebben mensen gehoord van namen van bekende magiërs die hun opleiding kregen aan deze school. De naam van Aleister Crowley roept een mengeling van gevoelens op binnen de esoterische gemeenschap. Van hem hebben de meeste mensen wel gehoord. Arthur Edward Waite is bekend geworden vanwege zijn tarotdeck, minder bekend is dat hij een prominent lid was van deze magische orde. Een andere -voor insiders- beroemde naam is Israel Regardie. Hij heeft lang de rol vervuld van de secretaris van Aleister Crowley en heeft veel van het Golden Dawn materiaal gepubliceerd in het boek ‘The Golden Dawn.’
Enkele van de bekendste leden:

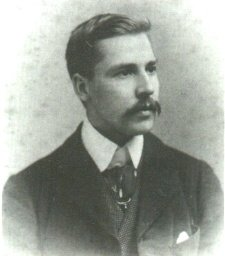
Arthur Edward Waite
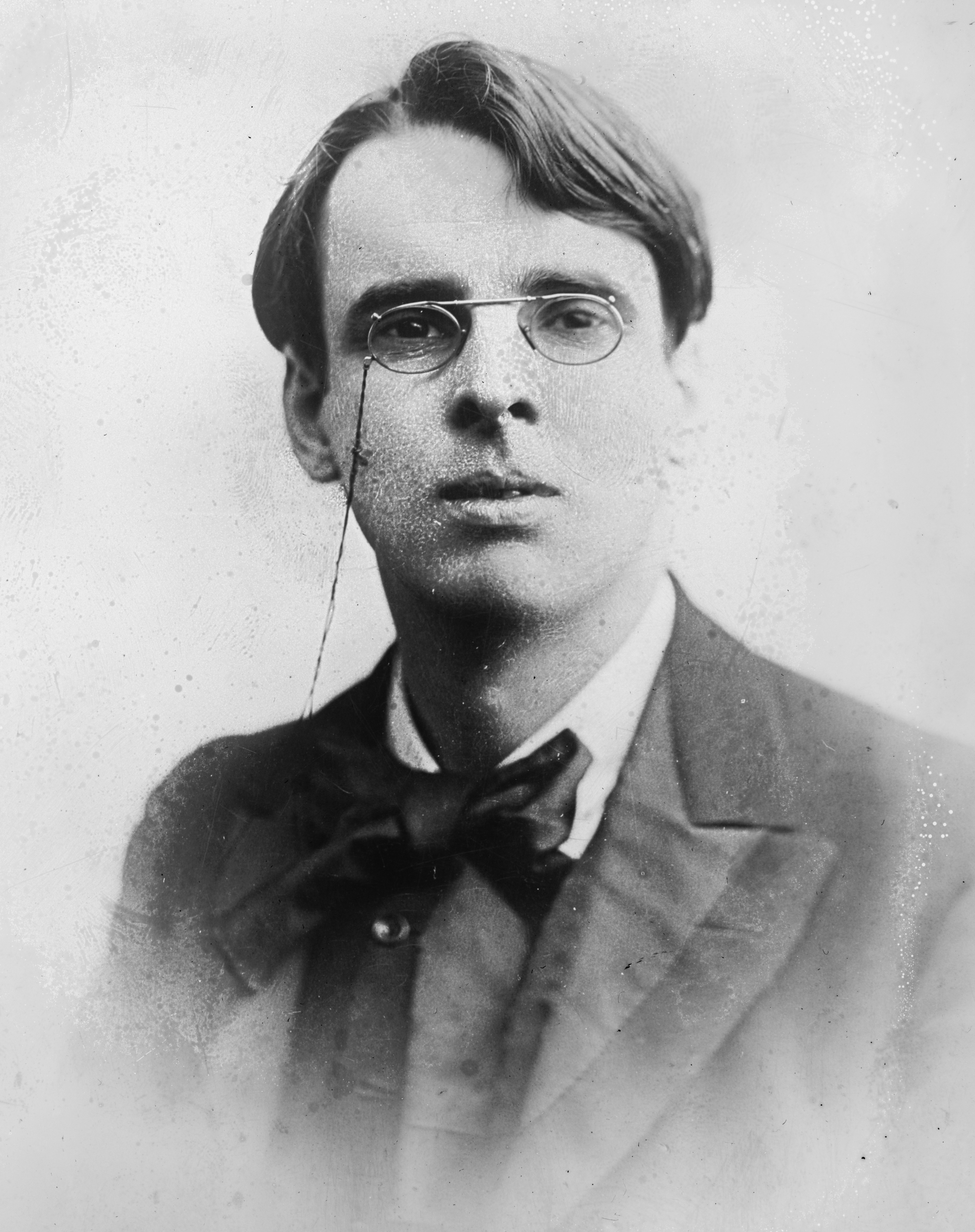
William Butler Yeats
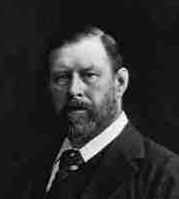
Bram Stoker

- William Butler Yeats (1865-1939), Iers dichter en toneelschrijver
- Bram Stoker (1847-1912), Engels schrijver: auteur van de gothic novel 'Dracula'
- Arthur Edward Waite (1857-1942), Engels mysticus, medeontwerper van de Rider-Waite tarot.
- Sara Allgood (1879–1950), Ierse toneelspeelster en later filmactrice in Amerika
- Allan Bennett (1872–1923), vooral bekend omdat ze het boeddhisme in het westen introduceerde
- Arnold Bennett (1867–1931), Britse romanschrijver
- Algernon Blackwood (1869–1951), Engelse schrijver van bovennatuurlijke verhalen
- Aleister Crowley (1875–1947), schrijver over het occulte en bergbeklimmer
- Florence Farr (1860–1917), Londense toneelspeelster en muzikante, de minnares van G. B. Shaw.
- Maud Gonne (1866–1953), Ierse revolutionair, schrijver, feministe
- E. Nesbit (1858–1924), echte naam Edith Bland; Brits auteur en politiek activist
- Israel Regardie (1907–1985), schrijver en occultist
- Dion Fortune (1890-1946), schrijfster, Kabbalist

## Gradensysteem
De gestructureerde hiërarchie van The Golden Dawn was gebaseerd op de Boom des Levens van de Kabbala: er waren tien rangen of graden die overeenkomen met de tien sefirot, met een elfde voor neofieten.
Het "magisch systeem" van de Golden Dawn werd ontworpen als werktuig, om studenten in de esoterische kunsten zowel in de praktische aspecten van magische rituelen en divinatie, alsook in abstracte metafysische ideeën te onderwijzen en is hiërarchisch opgebouwd. Bij elk niveau hoort een bepaalde graad. Alleen degenen, die de voorafgaande graad behaald hebben, en daarmee een bepaald vastgelegd niveau in de occulte ontwikkeling, hebben toegang tot de kennis en informatie, die bij de volgende graad behoren. Elk van deze graden correspondeert met aspecten in verschillende esoterische gebieden; zo hoort bijvoorbeeld bij elke graad een aspect van de kabbalistische levensboom. Ze zijn als volgt ingedeeld:

### Geen orde
- 0=0 Neophyte

### Eerste orde
- 1=10 Zelator - Malkuth
- 2=9 Theoricus - Yesod
- 3=8 Practicus - Hod
- 4=7 Philosophus - Netzach

### Tweede orde
- 5=6 Adeptus Minor - Tiphareth,
- 6=5 Adeptus Major - Gevurah,
- 7=4 Adeptus Exemptus - Chesed,

### Derde orde
- 8=3 Magister Templi - Binah
- 9=2 Magus - Chokmah
- 10=1 Ipsissimus - Kether

## Afgeleide ordes
Geen enkele van de tempels die rechtstreeks ontstonden als afsplitsingen van de originele Orde bestond nog tegen 1970. Toch hebben een aantal organisaties de leringen en rituelen van de Golden Dawn sindsdien nieuw leven ingeblazen. Vermeldenswaard zijn:
- The Hermetic Order of the Golden Dawn, Inc.
- The Open Source Order of the Golden Dawn